# 멕워리어 5: 용병단들
멕워리어 5: 용병단들(MechWarrior 5: Mercenaries)은 피라냐 게임스에서 개발한 배틀테크 메카 게임으로 2019년 12월 10일에 마이크로소프트 윈도우로 출시되었다. 2002년 이후 첫 싱글 플레이어 멕워리어 게임이다. 처음에는 에픽게임즈 스토어 독점 타이틀로 출시되었으며, 다른 에픽게임즈 스토어 독점 게임과 마찬가지로 비판에 직면했다. 2020년 5월 7일, PC용 엑스박스 게임 패스를 통해 이용할 수 있게 되었다. 2021년 5월 27일, 엑스박스 시리즈 X/S, 엑스박스 원, 스팀, GOG 등 추가 플랫폼으로 출시되었으며, DLC 팩 Inner Sphere의 영웅들, Call to Arms, Rasalhague의 부상도 함께 출시되었다. 이 게임은 2024년 10월 현재 200만 장이 판매되었다. 피라냐 게임스는 2024년 10월 16일에 후속작인 멕워리어 5: 클랜을 출시했다.

## 개요
멕워리어 5: 용병단들은 배틀테크 세계관을 배경으로 한다. 이 게임은 제3차 계승 전쟁의 마지막 10년인 3015년에 시작되며, 플레이어는 파괴된 용병 부대의 잿더미에서 일어선 신참 용병 멕워리어의 역할을 맡는다. 플레이어는 이 기간 동안 이용 가능한 다양한 파벌로부터 계약을 수락할 수 있다. 캠페인은 클랜 침공 직전인 3049년까지 진행된다.

## 줄거리
플레이어는 니콜라이 메이슨의 외아들인 "매이슨 사령관" 역할을 맡는다. 니콜라이 메이슨은 3015년 연합성계 세계인 드 베리에 본부를 둔 작은 용병단인 닉의 기병대의 사령관이다. 성년이 되어 아버지와 함께 개조된 '센츄리온' 모델 배틀멕을 테스트하는 훈련 임무 도중, 니콜라이에게 정보를 요구하는 의문의 용병 부대의 기습 공격을 받는다. 그들이 찾는 의문의 좌표를 발설하기를 거부한 니콜라이는 아들에게 기지로 돌아가 부대의 드롭십에 탑승해 탈출하라고 명령하며, 그들의 탈출을 위해 자신의 목숨을 희생한다.
배틀멕 두 대만 남은 매이슨과 기병대의 생존자들(작전 장교인 라이아나 캠벨과 수석 기술자인 파하드 아라자드)은 성간 탐험대의 고위 요원이자 아버지의 오랜 친구인 세바스찬 스피어스에게 연락하여 시스템 탈출에 도움을 받는다. 이전의 용병 등록 번호를 다시 사용하여 출신을 숨기고, 매이슨 사령관은 그의 부대를 재건하여 적을 찾아 격파하고 아버지의 복수를 해야 하며, 아버지가 무덤까지 가져간 비밀을 밝혀야 한다.
매이슨이 시간이 지남에 따라 임무를 완수하면서, 닉의 기병대의 명성은 높아지고 점점 더 강력한 '멕'과 베테랑 조종사로 구성된 부대를 구축한다. 단서를 찾기 위해 연합성계 영역을 떠나 자유세계 연합으로 이동한 후, 그들은 마침내 그들을 공격한 용병 부대의 이름을 알게 된다: 블랙 인페르노. 자유세계 연합에서 리란 연방까지 일련의 블랙 인페르노와의 전투를 통해, 매이슨은 사실 아버지의 죽음에 책임이 있는 두 명의 인물이 있다는 것을 알게 된다: 블랙 인페르노의 지도자인 안드레아스 케인(니콜라이를 죽인 사람)과 명령을 내린 켄조 야마타. 야마타는 거의 모든 성간 통신을 통제하는 엄청나게 강력하고 비밀스러운 회사인 콤스타의 고위 회원이며, 블랙 인페르노의 후원자이다.
스피어스의 추천으로, 닉의 기병대는 블랙 인페르노의 요새 공격 준비를 위해 블랙 인페르노의 수리 및 회수 기지를 습격하여 더 강력한 '멕'을 확보한다. 블랙 인페르노의 정예 장교인 자바로프는 심리전의 형태로 매이슨의 아버지의 '빅토르' 멕을 조종한다. 매이슨은 그녀를 죽이고 아버지의 멕을 되찾는다. 마침내 충분한 화력을 확보한 닉의 기병대는 블랙 인페르노의 마지막 기지에 총공격을 감행한다. 거기서 매이슨은 케인의 '킹 크랩' 멕과 대결한다. 매이슨은 승리하고 블랙 인페르노 기지 전체를 파괴하지만, 야마타는 케인을 미끼로 사용하여 탈출한다.
스피어스의 도움으로, 라이아나는 니콜라이의 '빅토르'에서 일련의 좌표를 해독하여 드라코니스 연합 영역의 변방의 미확인 공간으로 이끌게 된다. 그들은 그곳의 행성들이 콤스타가 이용하려는 고대 유실 기술(LosTech)로 가득 차 있다는 것을 발견한다. 이제 그들의 목표는 블랙 인페르노에서 콤스타로 바뀌고, 매이슨은 여러 행성에 있는 콤스타 전초 기지를 점령하고 파괴한다. 마침내 야마타 자신은 그의 LosTech '애니힐레이터' 멕을 타고 매이슨을 영원히 처리하기 위해 도착한다. 격렬한 전투 끝에 매이슨은 야마타를 격파한다. 직후 파하드는 니콜라이의 '빅토르'가 근처 비밀 멕 베이에 신호를 보내고 있다고 전한다. 거기서 그들은 '나이트스타'라는 LosTech 멕을 발견한다.
'나이트스타'의 오디오 로그를 통해, 매이슨과 그의 동료들은 엄청나게 강력한 '멕'이 니콜라이의 것이었음을 깨닫는다. 그는 수십 년 전에 자신의 출신에 대한 의심을 피하기 위해 그것을 숨겼는데, 그 '멕' 모델은 알려진 공간의 이너 스피어에서 2세기 이상 보이지 않았기 때문이다. 게다가 '니콜라이 메이슨'은 그가 이너 스피어에서 수행한 스파이 임무를 위해 채택한 신분이었다. 니콜라이가 남긴 마지막 좌표 세트에 도달한 닉의 기병대와 성간 탐험대는 LosTech의 보물 창고가 있는 거대한 지하 기지에 도착한다. 그곳에는 수백 년 전에 사라진 이너 스피어를 보호했던 고대 군대인 스타 리그 방위군을 연상시키는 붉은 별 문장이 눈에 띄게 표시되어 있다. 콤스타가 그들을 따라잡고, 그들을 파괴하고 LosTech를 확보하기 위해 배틀멕 부대를 보낸다. 더 이상 도망칠 곳이 없자, 닉의 기병대는 마지막 저항을 하며, 라이아나는 닉의 기병대가 드롭십에 탑승하여 탈출하기 전에 기지의 모든 LosTech 데이터를 회수한다.
매이슨은 마침내 그의 아버지가 이너 스피어 너머의 알려지지 않은 지역 출신임을 이해한다. 그러나 그의 도착은 콤스타에게 감지되었다. LosTech에 접근할 수 있다는 것을 알고 있던 콤스타는 게임 시작 시 블랙 인페르노를 보내 공격하기 전까지 수년 동안 그를 추적했다. 닉의 기병대는 데이터를 스피어스에게 넘겨주고, 그는 성간 탐험대가 이너 스피어의 개선을 위해 사용할 것을 약속한다. 아버지의 죽음에 대한 복수를 하고 마침내 좌표의 미스터리를 해결한 매이슨은 마침내 평온을 찾는다. 라이아나와 파하드는 니콜라이의 사람들이 언젠가 이너 스피어에 도착할 것이라고 추측한다.

## 제작
멕워리어 5: 용병단들은 2016년 12월 피라냐 게임스의 연례 MechCon 쇼에서 초기 알파 단계로 공식적으로 공개되었으며, 피라냐 게임스의 CEO인 러스 불록(Russ Bullock)은 라이브 데모를 통해 격납고, 섀도우호크 멕, AI 조종 레이븐 멕과의 전투를 선보였다. 이 게임은 언리얼 엔진 4로 개발될 예정이었으며, 멕워리어 온라인에서 사용된 크라이엔진과는 다르지만, 멕 모델과 같은 멕워리어 온라인의 기존 자산을 계속 사용할 예정이었다. 이 게임은 한동안 사전 제작 단계에 있었으며, 2017년 12월 다음 MechCon에서 티저를 통해 드롭십 격납고, 파괴 가능한 건물, 적군으로서의 VTOL, 그리고 플레이어 주인공이 부모의 용병 회사를 물려받는 주요 스토리 전제를 선보였다. 2018년, Piranha Games는 다양한 생물 군계를 기반으로 하는 절차적으로 생성된 임무에 중점을 두고 게임을 마케팅했다. 2018년 12월 연례 Mechcon에서 Piranha Games는 VIP 손님들이 멕워리어 5: 용병단들 데모를 플레이할 수 있도록 네 개의 맞춤형 '슈퍼 포드'를 설치했다. 이 데모는 Piranha Games 직원들이 플레이하고 라이브 스트리밍했으며, 그 후 출시일 트레일러가 함께 공개되어 2019년 출시를 목표로 했다. PC에서는 광선 추적과 DLSS를 특징으로 한다.

### 사전 주문 캠페인 및 에픽게임즈 스토어 독점
2019년 1월, Piranha Games는 멕워리어 5: 용병단들 사전 주문을 커뮤니티 에디션이라고 발표했으며, 팬들이 게임을 사전 주문하고 게임의 디지털 추가 자료(매뉴얼, 멕 스킨, 사운드트랙)와 함께 멕워리어 온라인에서 게임 내 통화와 새로운 멕 섀시를 받을 수 있게 했다. 웹사이트에서 Piranha Games는 사전 주문한 사람들이 스팀 또는 GOG 키를 받을 것이라고 명시했다. 이 커뮤니티 에디션은 약 20,000장의 사전 주문을 기록했다. 이후 2019년 6월, Piranha Games는 에픽게임즈와 멕워리어 5: 용병단들이 온라인 디지털 상점 에픽게임즈 스토어에서 독점 출시될 것이라는 계약에 동의했다고 발표했으며, 이로 인해 커뮤니티 에디션에서 약속한 스팀 및 GOG 복사본 약속을 번복했다. 이에 대한 보상으로 Piranha Games는 에픽게임즈 스토어 독점에 만족하지 않는 누구에게든 전액 환불을 허용하고, 환불받은 고객에게 멕워리어 온라인의 추가 보너스 콘텐츠를 유지할 수 있도록 했다. 사전 주문한 20,000명의 고객 중 환불을 요청한 고객은 700명에 불과했다. Piranha Games는 에픽게임즈 스토어 독점으로 인해 추가 자금이 확보되었으며, 이를 통해 더 많은 개발자를 고용하여 조명 및 스토리와 같은 게임을 개선할 수 있었다고 밝혔다. 2019년 12월 10일 출시는 배틀테크 작가 랜달 빌스의 무료 소설과 이전 멕워리어 게임 및 이전 물리적 배포 방식의 전통을 따르기 위한 인쇄 가능한 'PC 빅 박스 아트' 컷아웃을 포함한 다양한 미디어 자료와 함께 이루어졌다.

### DLC1: Inner Sphere의 영웅들 & 1년차 업데이트 & Xbox 출시
2019년 12월 10일에 에픽게임즈 스토어용 멕워리어 5: 용병단들 첫 버전을 출시한 후, Piranha Games는 멕워리어 5: 용병단들을 위한 더 많은 콘텐츠와 일반적인 편의성 업데이트 작업에 착수했다. 코로나19 팬데믹과 원격 개발로 전환하면서 첫 다운로드 가능 콘텐츠는 2020년 말로 연기되었다. 이는 2020년 11월 투자 그룹 EnadGlobal7에 의해 Piranha Games가 인수될 것이라는 소식과 일치했다. 이 인수는 Piranha Games를 Sold Out 및 Petrol과 같은 EnadGlobal7 내 다른 회사들과 연결시켰고, 다음 DLC는 다가오는 스팀 및 GOG 출시는 물론 Piranha가 작업해 왔던 Xbox One/Xbox Series S/X 콘솔 버전과 결합되어야 한다는 제안이 나왔다. 이는 Piranha Games가 첫 번째 DLC인 Inner Sphere의 영웅들을 '1년차'라는 주요 게임 업데이트와 스팀, GOG, Xbox 출시를 2021년 5월 27일 하나의 단일 릴리스로 결합했음을 의미한다. 1년차 업데이트에는 더 나은 AI, 새로운 음향 효과, 더 나은 그래픽 효과, 개편된 소개 및 새로운 컷신과 같은 게임의 다양한 편의성 개선이 포함되었다. Inner Sphere의 영웅들은 새로운 미션 유형, 새로운 멕 섀시 및 변형, 새로운 생물 군계 및 새로운 맞춤형 미션을 포함했다. 이 출시는 예를 들어 E3 PC 게임 쇼가 멕워리어 세계관 내에서 일어나는 것으로 발표되는 등(https://www.youtube.com/watch?v=u674H-KiVnQ) 대대적인 마케팅 공세를 펼쳤다.

### DLC2: Kestrel Lancers 및 플레이스테이션 출시
Inner Sphere의 영웅들이 2020년에 작업되는 동안, Piranha Games는 멕워리어 5: 용병단들을 위한 두 번째 다운로드 가능한 콘텐츠도 작업했다. 이는 2021년 9월에 멕워리어 5: 용병단들이 플레이스테이션 4와 플레이스테이션 5로 출시될 것이라는 발표와 함께 공개되었다. 이는 1999년 1월 FASA Interactive를 인수한 후 Microsoft가 배틀테크와 멕워리어의 모든 전자 구현에 대한 권리를 소유했기 때문에 1997년 멕워리어 2: 아케이드 에디션 이후 20년 만에 멕워리어 게임이 플레이스테이션에 등장한 것을 의미했다. Kestrel Lancers는 제4차 계승 전쟁을 배경으로 하는 새로운 선형 캠페인, 도시 생물 군계, 새로운 멕 변형을 특징으로 하며, 기본 게임 업데이트에는 근접 전투, 새로운 HUD 및 랜스메이트 전환이 포함되었다. 출시는 배틀테크 가상 세계에서 유명한 사건인 Hanse-Davion과 Melissa Steiner의 결혼식을 묘사하는 출시 트레일러와 함께 이루어졌다.

### DLC3: Call to Arms
2022년 6월 8일에 출시된 이 DLC는 해칫맨 멕과 9가지 새로운 근접 무기, 그리고 의뢰인으로 스카이 독립군을 특징으로 하는 미션 퀘스트 라인을 추가했다.

### DLC4: Rasalhague의 부상
2022년 11월 30일, Piranha Games는 웹사이트를 통해 멕워리어 5: 용병단들을 위한 네 번째 다운로드 가능 콘텐츠인 Rasalhague의 부상이 2023년 1월 26일에 추가적인 새로운 게임 내 콘텐츠를 추가하는 무료 게임 업데이트와 함께 출시될 것이라고 발표했다. 이 DLC는 플레이어가 Rasalhague 사람들이 대가문으로부터의 자유와 독립을 위해 싸우는 퀘스트라인을 특징으로 한다. DLC는 Crusader 멕과 악명 높은 바운티 헌터와 함께 수많은 다른 용병 회사들과 상호 작용할 수 있는 "라이벌 용병" 기능을 추가한다.

### DLC5: 용의 모험
2023년 7월 26일, 멕워리어 5의 5번째 DLC인 용의 모험이 발표되었으며 2023년 9월 28일에 출시될 예정이다. 이 DLC는 제4차 계승 전쟁 이후를 배경으로 하며, 드라코니스 연합이 FedComm 군대로부터 자신을 방어하려 한다. 이 DLC에는 15개의 미션, 새로운 멕 섀시인 Longbow(5가지 버전으로 이용 가능), 기존 멕의 새로운 특수 변형, 그리고 인스턴트 액션 미션에 대한 멀티플레이어 및 팀 전투 모드 추가가 포함될 것이다.

### DLC6: Solaris Showdown
2024년 3월 14일, 멕워리어 5: 용병단들을 위한 6번째 DLC인 Solaris Showdown이 출시되었다. 이 DLC는 팬들이 좋아하는 성우 조지 르두를 다시 초청하여 멕워리어 4: 용병단들에서 이전에 확립된 캐릭터인 던컨 피셔 역할을 다시 맡게 했다. 이 DLC는 새로운 미션 유형과 Solaris 7 토너먼트에서 발견되는 검투사 경기장 전투에 초점을 맞춘 더 작은 캠페인을 소개한다. 이 DLC는 또한 Roughneck 멕과 그 다양한 변형을 게임에 추가했다.

## 평가
출시 당시, 멕워리어 5: 용병단들은 리뷰 애그리게이터 메타크리틱에 따르면 "혼합 또는 평균적인 평가"를 받았다. 에픽게임즈 스토어에서의 초기 판매량은 "수십만" 장이었고 2021년 5월 스팀, GOG, Xbox 출시는 160,000대 가량이 판매되어 제품이 '예상치 상회' 실적을 보였으며, 이 중 81%가 스팀에서 발생했다. 퍼블리셔인 EnadGlobal7에 따르면, 10월 플레이스테이션 출시는 재정적으로 부진했다. 2023년 7월 현재, 멕워리어 5: 용병단들은 총 7294개의 스팀 리뷰 중 83%가 긍정적인 평가를 받았으며, 이는 밸브가 "매우 긍정적"으로 분류하는 등급이다. 2024년 10월 현재, 이 게임은 200만 장이 판매되었다.